# 克拉里維爾 (肯塔基州)
克拉里維爾（英語：Claryville）是位於美國肯塔基州坎貝爾縣的一個人口普查指定地區。

## 人口
根據2020年美國人口普查的數據，克拉里維爾的面積為18.65平方千米，當中陸地面積為18.65平方千米，而水域面積為0.00平方千米。當地共有人口2992人，而人口密度為每平方千米160.43人。